# Anton Kramar
Anton Ihorowycz Kramar, ukr. Антон Ігорович Крамар (ur. 5 lutego 1988 w Smile, w obwodzie czerkaskim) – ukraiński piłkarz, grający na pozycji pomocnika.

## Kariera piłkarska

### Kariera klubowa
Wychowanek Szkoły Sportowej Olimp Smiła oraz klubu FK Smiła. W maju 2006 rozpoczął karierę piłkarską w drugoligowej drużynie Dnipro Czerkasy. Latem 2009, po tym jak Dnipro zaprzestał istnieć, zasilił skład klubu Arsenał Biała Cerkiew. W lipcu 2010 przeszedł do FK Lwów. W czerwcu 2011 podpisał 3-letni kontrakt z PFK Sewastopol. Na początku 2012 został wypożyczony na pół roku do Bukowyny Czerniowce. 28 lutego 2014 odszedł do Desny Czernihów. 23 lipca 2014 został piłkarzem Zirki Kirowohrad. Podczas przerwy zimowej sezonu 2014/15 powrócił do Desny Czernihów. Latem 2015 przeszedł do Hirnyka Krzywy Róg. 28 czerwca 2016 zasilił skład klubu Czerkaśkyj Dnipro.

## Sukcesy i odznaczenia

### Sukcesy klubowe
- mistrz Ukraińskiej Pierwszej Ligi: 2013
- mistrz Ukraińskiej Drugiej Ligi: 2006